# Paco Cerdà
Francisco Cerdà Arroyo (Genovés, Valencia; 1985), más conocido como Paco Cerdà, es un periodista, editor y escritor español.

## Biografía
Paco Cerdà estudió periodismo en la Universidad de Valencia, recibiendo al término de su formación universitaria el Premio Extraordinario de Periodismo. Seguidamente, cursó el Máster de Estudios de Asia Oriental de la Universidad Abierta de Cataluña.
En el año 2007 se incorporó como redactor al diario Levante-El Mercantil Valenciano, medio en el que se ocupó de la sección de la Comunidad Valenciana, llegando a cubrir para el periódico los Juegos Olímpicos de Pekín, 2008. En este periodo, numerosos artículos de Cerdà destacan por reflejar la realidad de los sectores sociales más desfavorecidos, motivo por el que la ONCE le concedió uno de los Premios Solidarios, 2015 por «trasmitir constantemente a la sociedad la necesidad de no olvidar los derechos que deben ser respetados de los colectivos en riesgo de exclusión y utilizar la palabra como arma para luchar contra las desigualdades». El 14 de septiembre de 2021 publicó su primer artículo de opinión en diario El País, titulado Hojas secas, en el que trata el drama del exilio español durante la Guerra Civil Española, temática o periodo histórico que el autor abordó posteriormente en publicaciones como 14 de abril (Ed. Libros del Asteroide, 2022) y Presentes (Ed. Alfaguara, 2024).
Más allá de su faceta periodística, Paco Cerdà es conocido por su obra literaria, bien como autor de varios libros o como editor en La Caja Books, editorial fundada por el propio Cerdà en 2018 especializada en literatura de no ficción. Como escritor, publicó sus primeras obras en valenciano junto a Purificación García Mascarell: La revolució va de bo! La modernització de la pilota valenciana (2009) y El cant socarrat. Les albaes de Xátiva (2012), ambas dedicadas a la cultura tradicional valenciana.

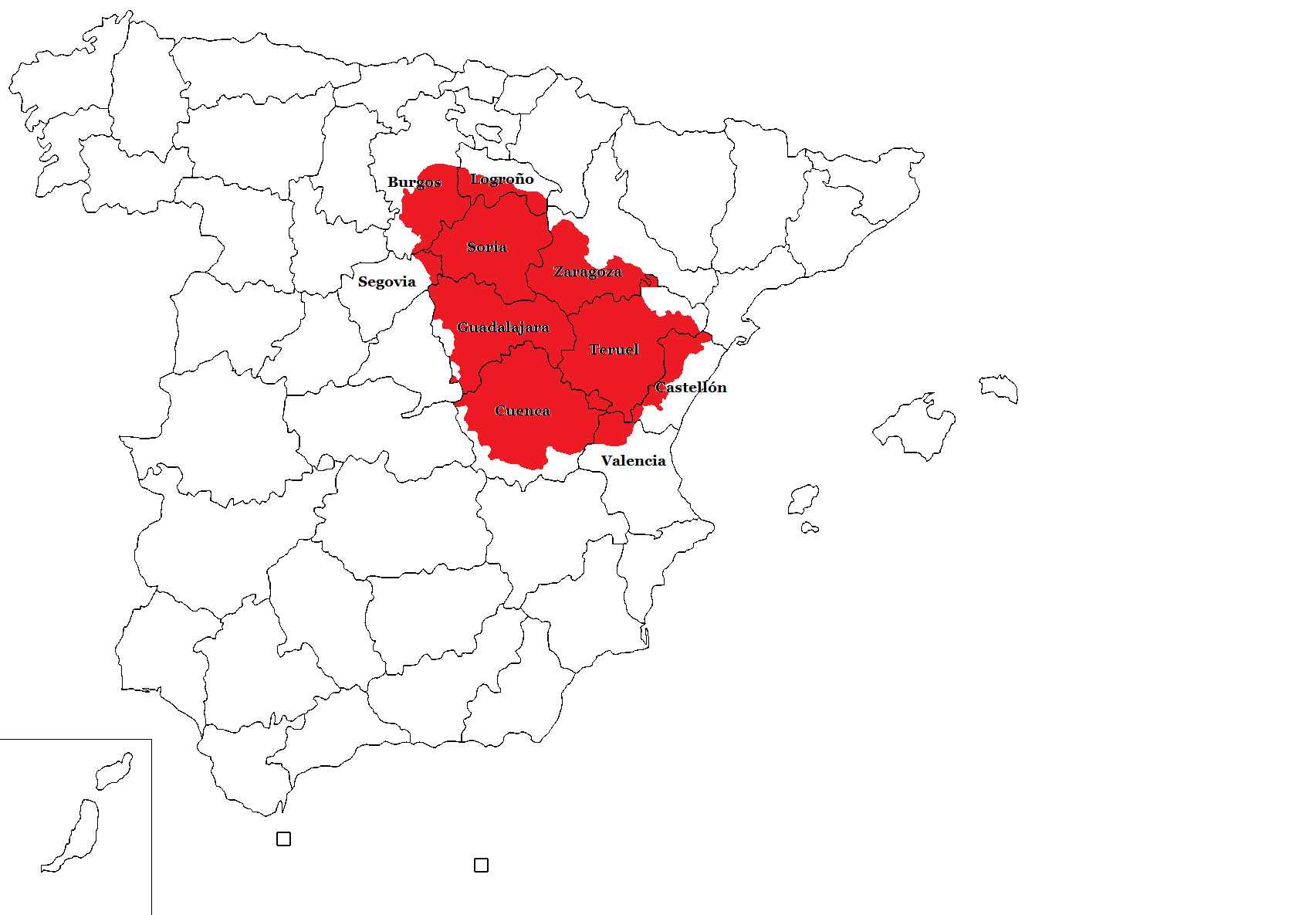
Laponia Española, ámbito geográfico que Cerdà recorre y describe en Los últimos. Voces de la Laponia Española (Ed. Pepitas, 2017).

En 2017 publicó Los últimos. Voces de la Laponia española, libro en el que analizó el fenómeno de la despoblación en la Serranía Celtibérica, ámbito geográfico que se extiende por diez provincias españolas (1.355 pueblos) caracterizadas por la baja densidad de población. Para documentarse, P. Cerdà recorrió 2.500 km por la zona en cuestión para realizar un trabajo de campo de cuyas anotaciones, entrevistas y vivencias surgió el libro en el que relata –a modo de crónica y en primera persona– el quehacer de sus habitantes, protagonistas directos de la despoblación, a quienes da voz frente al silencio y al olvido que habitualmente padecen. La temática fue abordada, entre otros autores, por Julio Llamazares en La lluvia amarilla (1988), Sergio del Molino en La España vacía (2016), Santiago Lorenzo en la novela Los asquerosos (2018) o Sergi Durbà en El cant de les granotes (2022).
Cerdà retomó los temas valencianos con la publicación de Un romanç amb Botifarra (2018), escrito en valenciano e ilustrado por Paco Roca, que cuenta la vida de Pep Gimeno «Botifarra», un popular músico y cantaor de Xátiva (Valencia).
En el año 2020 publicó El peón, libro que narra la vida de Arturo Pomar Salamanca, niño prodigio del ajedrez que con siete campeonatos de España y otros títulos internacionales se coronó durante la posguerra como uno de los mejores ajedrecistas del país; triunfos, éxito y prestigio que fueron utilizados interesadamente por el franquismo para ensalzar al régimen dictatorial.

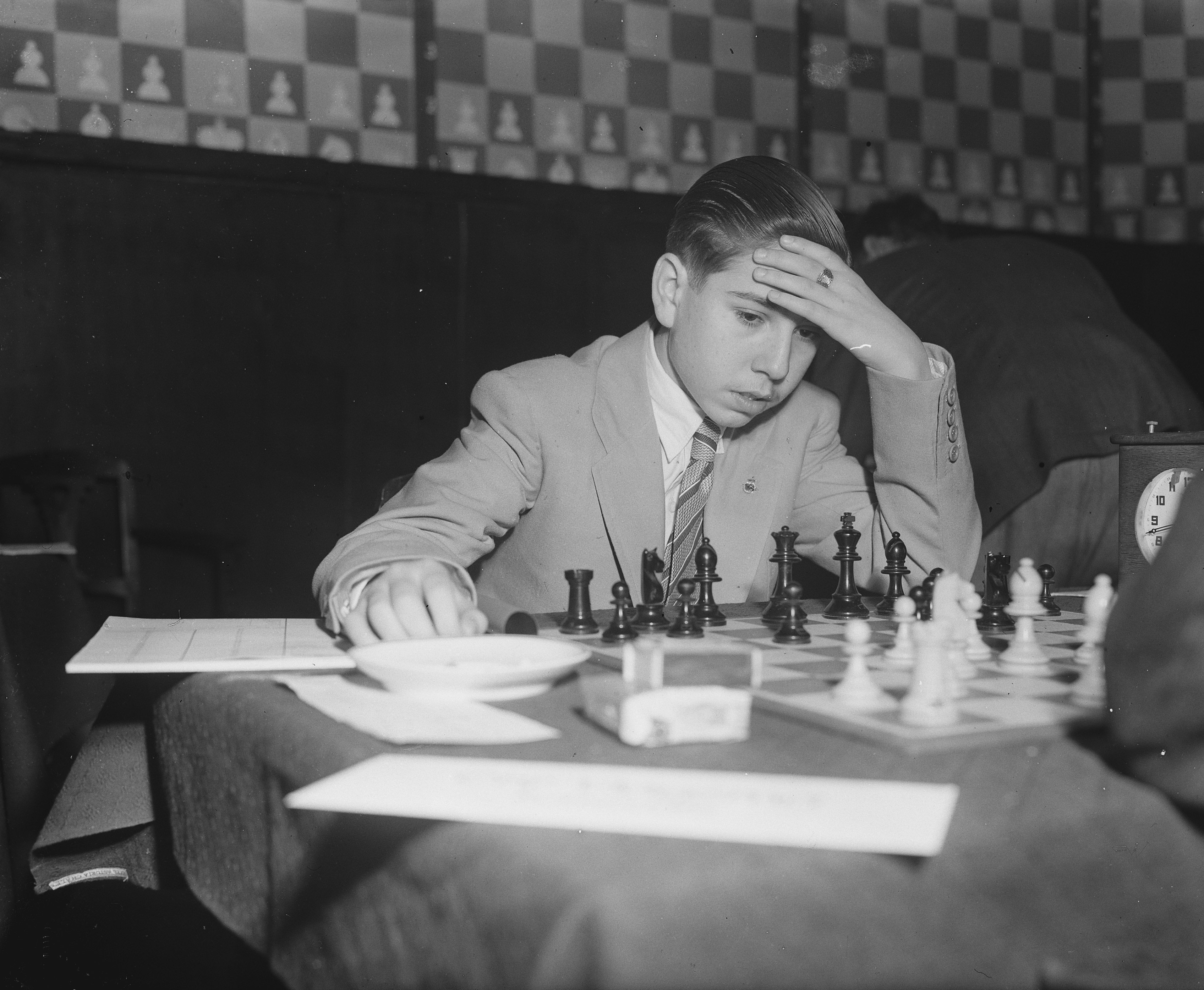
El ajedrecista Arturo Pomar, protagonista de El peón (Ed. Pepitas, 2020).

En este contexto, la obra de Paco Cerdà se centra en la partida que Arturo Pomar disputó frente al estadounidense Bobby Fischer en el Torneo Interzonal celebrado en Estocolmo en el año 1962. A partir de aquí, Cerdà detalla la vida de A. Pomar y, paralelamente, la de otros personajes que en su momento y en diferentes ámbitos también fueron utilizados como peones. El éxito de Gambito de dama, miniserie lanzada en octubre de 2020 sobre la vida de la también niña prodigio del ajedrez Beth Harmon, despertó el interés por este juego y deporte, una «jugada del destino» como señaló el propio Cerdà, que a la vez catapultó a El peón a un éxito editorial. Así, el libro recibió el Premio Cálamo al Mejor libro del año, 2020, fue referenciado en el New York Times e incluso los derechos fueron adquiridos por una productora para llevar la historia a la pantalla.
Paralelamente a su trabajo como periodista, editor y escritor, el 9 de agosto de 2019 Paco Cerdà fue nombrado por Ximo Puig –Presidente de la Comunidad Valenciana– asesor de presidencia para asuntos culturales y «materias relacionadas con la despoblación que sufren las comarcas del interior de la Comunitat Valenciana».

## Obras
Autor
- – y García Mascarell, P. (2009). La revolució va de bo! La modernització de la pilota valenciana. Ed.Publicacions de la Universitat de València. ISBN 978-8437076188
- – y García Mascarell, P. (2012). El cant socarrat. Les albaes de Xátiva. Ed. Caixa Ontinyent. ISBN 9788495102737
- – (2017). Los últimos. Voces de la Laponia española. Ed. Pepitas de calabaza. ISBN 978-84-15862-76-5
- – (2018). Un romanç amb Botifarra. Ed. Reclam. Ilustraciones de Paco Roca.
- – (2020). El peón. Ed. Pepitas de calabaza. ISBN 978-84-17386-50-4
- – (2022). 14 de abril. Ed. Libros del Asteroide. ISBN 978-84-19089-23-6
- – (2024). Presentes. Ed. Alfaguara. ISBN. 9788420479101

Prologuista
- (2018). Nadia, Claudia, Raphaëlle. Ed. La Caja Books. (Autores: Carles Fernández Giua y Eugenio Szwarcer).
- (2019). La Ilíada en maillot. Ed. La Caja Books. (Autor: Carlos Arribas).

Traductor
– (2021). Mi nombre no es Irina. Ed. Andana. (Autor: Xavier Aliaga).

## Premios
- Premio Solidarios, concedido por la ONCE de la Comunidad Valenciana (2015).
- Premio Cálamo al mejor libro del año, por El peón (2020).